# الحصاينة
قرية الحصاينة هي إحدى القرى التابعة لمركز السنبلاوين في محافظة الدقهلية في جمهورية مصر العربية. حسب إحصاءات سنة 2006، بلغ إجمالي السكان في الحصاينة 9505 نسمة، منهم 4751 رجل و4754 امرأة.